# 拉代尼亚
拉代尼亚是巴西米纳斯吉拉斯州的一个市镇。总面积865.245平方公里，总人口16479人，人口密度19人/平方公里。